# Фламандский блок
Фламандский блок (нидерл. Vlaams Blok, VB) — бельгийская фламандская крайне правая и сепаратистская политическая партия. Её идеология базировалась на фламандском национализме, антииммиграционной платформе и призывам к независимости Фландрии. С момента своего создания в результате в 1978 году и до реорганизации в 2004 году была наиболее заметной организацией правого фламандского движения. Фламандский блок довольно успешно выступал на выборах во фламандский и бельгийский парламенты. Избирательная кампания партии строилась в основном на темах иммиграции и правопорядка в сочетании со стремлением к расширению фламандской автономии.
Все значимые фламандские политические партии неохотно вступали в коалиции с Блоком. После соглашения 1989 года, известном как «Санитарный кордон», партия была фактически лишена возможности участвовать в правительстве любого уровня. Апелляционный суд в Генте в 2004 году постановил, что некоторые из партийных организаций нарушили закон о борьбе с расизмом 1981 года и что партия санкционировала дискриминацию. В ответ на это решение в ноябре 2004 года партия была реорганизована, получив название «Фламандский интерес». К тому времени Блок стал самой популярной фламандской партией в Бельгии, поддерживаемой примерно четвертью фламандского электората, а также одной из самых успешных радикальных правых популистских партий в Европе.

## История

### Предыстория

Неофициальная версия Фламандского флага, связанная с фламандским движением.

«Фламандский блок» возник на базе фламандского движения, которое исторически включало в себя множество националистических организаций, выступавших за расширение самостоятельности Фландрии вплоть до её полной независимости от Бельгии. Во второй половине XIX века фламандские националисты действовали в рамках зарегистрированных политических партий и имели тесные связи с левыми политическими силами. Развитию фламандского национализма способствовала Первая мировая война и введение всеобщего избирательного права и пропорционального представительства на выборах. На первых порах основной партией фламандского движения была левая националистическая Партия фронта, основанная бывшими солдатами и сочувствующими из траншейных войн, недовольными франкоязычными, часто антифламандско настроенными офицерами. С 1930-х годов основной партией фламандских националистов становиться Фламандский национальный союз, который во время Второй мировой войны сотрудничал с нацистами, надеясь на расширение фламандской автономии. После войны коллаборационизм скомпрометировал фламандский национализм, даже несмотря на то что не все националисты поддерживали подобную политику.
Прямым предшественником Фламандского блока был Народный Союз, основанный в 1954 году как преемник избирательного альянса Христианский фламандский народный союз, который успешно баллотировался на выборах в 1960-х годах, с каждой кампанией расширяя своё парламентское представительство. Партия старалась выбирать своих лидеров из националистических кругов, которые не сотрудничали с нацистами. В то время как фламандские сепаратисты с самого начала с подозрением относились к Народному союзу, к 1970-м годам стало ясно, что партия перешла на умеренный лево-либеральный курс, в результате растеряв более радикальных членов. Остальные националистические сторонники жёсткой линии отвергли участие партии в новой пятипартийной правительственной коалиции в 1977 году и, в частности, «Пакт Эгмонта»,  полагая, что это чрезмерная уступка франкоязычным правительственным партиям.

### Ранние годы (1978—1988)
В конце 1977 года отказ от «Пакта Эгмонта» со стороны приверженцев жёсткой линии из числа членов Народного союза привёл к созданию двух новых (недолговечных) партий; радикально-националистической Фламандской национальной партии (нидерл. Vlaams Nationale Partij, VNP) Карела Диллена и либерально-национальной Фламандской народной партии (нидерл. Vlaamse Volkspartij, VVP) Лоде Класа. Во выборах 1978 года обе партии приняли участие объединившись в коалицию «Фламандский блок», которая собрала 1,4 % голосов избирателей и завоевала одно место в Палате представителей (взято Дилленом). 28 мая 1979 года Фламандская национальная и Фламандская народная партии объединились, сформировав новую организацию под названием Фламандский блок, лидером которой стал Диллен. Партия изначально набирала своих членов из фламандских националистических организаций, таких как «Taal Aktie Komitee», «Voorpost», «Were Di» и «Орден фламандских бойцов», некоторые местные группы и вовсе превращались в местные отделения Блока. С самого начала партия была широко расценена как консервативная сепаратистская партия, а не как крайне правая.
Первые десять лет партия не имела большого успеха на выборах, стабильно получая одно месте и лишь на выборах 1987 года завоевала два мандата. Деятельность партии почти целиком была сосредоточена в Антверпене. Основавшись главным образом как протест против «Пакта Эгмонта», партия обновила и расширила свою платформу после того, как пакт рухнул. Это не принесло большого прогресса на выборах 1985 года, и Диллен начал так называемую «Операцию омоложения», инициировав повсеместную смену партийного руководства, интеграцию лидеров молодёжных и студенческих националистических организаций в партийный совет. Молодёжная организация партии (нидерл. Vlaams Blok Jongeren, VBJ) была основана в 1987 году, в числе создателей были такие ведущие деятели Блока как Филипп Девинтер и Франк Фанхеке.
Начиная с 1983 года Фламандский блок всё чаще начал фокусироваться на иммиграции, вдохновлённой успехами других европейских правых популистских партий, а в международный день борьбы с расизмом в 1984 году провёл свою первую конференцию для обсуждения «проблемы иностранцев». В том же году Диллен предложил Палате представителей законопроект о денежном стимулировании иммигрантов с целью убедить их вернуться в родную страну. В апреле 1987 года группа сторонников Frankinouille, единственного на тот момент правого конкурента Фламандского блока, объединилась с ним. Партия, вдохновлённая лозунгом французского Национального фронта «Сначала французы», пошла на выборы 1987 года с лозунгом «Собственные люди в первую очередь» (нидерл. Eigen volk eerst!) и добилась небольшой победу, впервые выиграв место в Сенате (взято Дилленом) и удвоив своё представительство два места в Палате представителей (Девинтер и Герольф Аннеманс). Переориентация партии в сторону иммиграционных вопросов был, однако, раскритикован некоторыми членами Блока, и в конечном итоге также привёл к выходу из него некоторых высших партийных деятелей. Тем не менее партия сделала чёткий выбор, сосредоточив отныне  своёвнимания на проблеме иммиграции.

### Подъём партии (1988—2004)

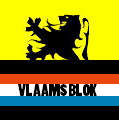
Флаг, связанный с Фламандским блоком.

Избирательный успех Фламандского блока начался после того, как новое поколение партийных лидеров переместило акцент с фламандского национализма и сепаратизма на проблему иммиграции. На местных выборах в Антверпене в 1988 году партия почти утроила свой результат, получив 17,7 % голосов вместо 5,5 % на предыдущих выборах, успех, который привлёк всеобщее внимание. 10 мая 1989 года, основываясь на успехе Блока в Антверпене, лидеры всех крупных бельгийских партий (включая Народный союз) подписали соглашение, получившее известность как «санитарный кордон». Партии, поддержавшие соглашение, договорились не заключать каких-либо политических соглашений с Фламандским блоком и не превращать проблему иммиграции в политический вопрос. В то время как сам Фламандский блок также в значительной степени отказался от сотрудничества с другими партиями, он всё чаще рассматривал такое сотрудничество, особенно на выборах в 1994, 1999 и 2000 годах, только для того, чтобы эффективно блокировать «санитарный кордон». Некоторые утверждали, что соглашение на самом деле привело к росту популярности Блок, превратив его в глазах многих избирателей в единственную «истинную оппозицию». Соглашение возобновлялось в последующие годы, а председатель Фламандского блока Карел Диллен был назван «страховым полисом» своей партии.
В декабре 1988 года в партии произошёл крупный раскол, вызванный попыткой группы ветеранов Блока, недовольных «операцией „Омоложение“», вытеснить фракцию «Девинтер-VBJ» из партийного руководства. Ветераны во главе с Гертом Воутерсом обвинили фракцию Девинтера в том, что они «лепенисты» и хотят пожертвовать «фламандским вопросом» ради «иммиграционного вопроса». Однако Диллен поддержал Девинтера, а Воутерс и его группа покинули партию и основали организацию «Националистическая ассоциация — голландское народное движение». В 1989 году партия победила на выборах мэра Брюсселя, а также впервые в своей истории оказалась представлена в Европейском парламенте. Там Фламандский блок сформировал парламентскую группу вместе с французским Национальным фронтом и немецкими «Республиканцами», названую Техническая группа европейских правых. Группе не хватало идеологической согласованности (частично из-за поддержки Ле Пеном бельгийского государственного национализма), и она была в основном организована на прагматичных основаниях для получения финансовой поддержки.
На всеобщих выборах 1991 года «Фламандский блок» получил 12 мест в Палате представителей и 5 мест в Сенате, тем самым впервые превзойдя Народный союз и став крупнейшей правой партией в бельгийском парламенте. Это событие впоследствии было названо противниками Блока «чёрным воскресеньем». В последующие годы партия демонстрировала планомерную восходящую тенденцию на всех выборах, в которых Блок участвовал. В июле 1992 года во фламандском парламенте было принято первое ходатайство Блока, которое отклонило право франкоязычных жителей провинции Фламандский Брабант и коммуны Вурен голосовать за франкоязычные политические партии. В конце 1992 года было объявлено, что Стаф Нил, популярный муниципальный советник из Антверпена, 22 года являвшийся членом Социалистической партии, перешёл во Фламандский бок, в результате чего коалиция социалистов и христианских демократов потеряли своё большинство в городском совете. В 1992 году партийный идеолог Филип Девинтер и председатель Карел Диллен разработали всеобъемлющую иммиграционную программу партии под названием «70 предложений для решения проблемы иностранцев» (нидерл. 70 voorstellen ter oplossing van het vreemdelingenprobleem), перекликавшуюся с программой Жан-Мари Ле Пена «Пятьдесят мер по решению проблемы иммигрантов». План Диллена—Девинтера был направлен на то, чтобы закрыть границы Бельгии для неевропейских иммигрантов, постепенно репатриировать тех, которые уже проживают в стране, и внедрить принцип «собственный народ в первую очередь» во всех областях политики. В течение 1990-х годов партия всё же предпочла дистанцироваться от плана, поскольку он существенно снижал возможности партии влиять на внутреннюю политику, пока он окончательно не был отброшена в 2000 году.

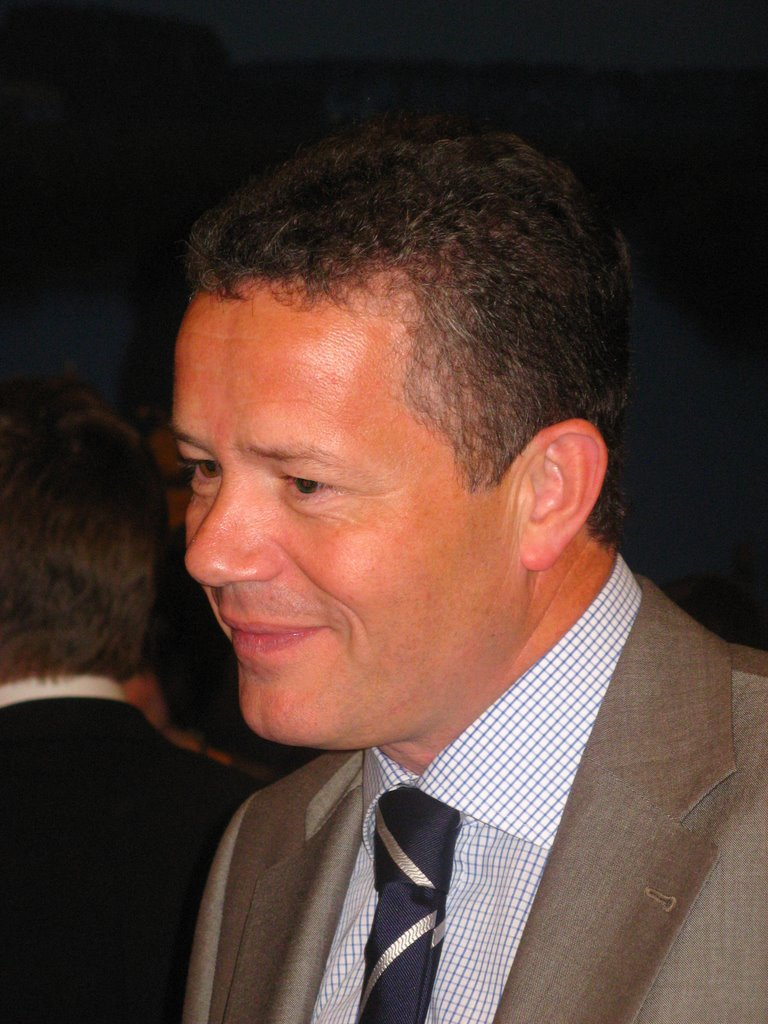
Франк Ванхеке (фото 2008 года) в 1996 году сменил Карела Диллена в качестве руководителя Фламандского блока

На европейских выборах 1994 года партия удвоила своё представительство в Европарламенте, завоевав мандаты для своих лидеров Диллена и Ванхекке, но не смогла сохранить европейскую правую группу из-за того, что другие националистические партии не прошли в парламент или отказались присоединиться к группе. Национальный фронт и депутаты от Фламандского блока, тем не менее, создали «альянс» под названием «Координация европейских правых». В 1996 году лидер партии Карел Диллен, который был назначен на пост пожизненно, ушёл в отставку и лично назначил Франка Ванхеке своим преемником. Выбор Ванхеке стал компромиссом между фламандским националистическим крылом во главе с Аннемансом и крылом «лепенистов» во главе с Девинтером, чтобы таким образом недопустить раскол в партийных рядах. В 1999 году Фламандскому блоку пришлось принять участие в трёх крупных избирательных кампаниях: выборы в Европейский парламент, обе палаты бельгийского законодательного органа и во Фламандский парламент. В результате, партия стала третьей по силе среди фламандских партий, получив более 15% голосов на всех выборах.
Фламандский блок по-прежнему пользовался наибольшей поддержкой в Антверпене и вокруг него, получив до 33% голосов на местных выборах 2000 года. В 2001 году партия была вынуждена изменить свою политическую программу, поскольку из-за её несовместимости с Европейской конвенцией по правам человека она могла лишиться финансирования из государственного бюджета. На региональных выборах 2004 года партия, наконец, стала самой большой партийной группой во Фламандском парламенте. Фламандский блок был приглашён форматором для обсуждения формирования регионального правительства, только чтобы понять, что его разногласия с другими партиями непреодолимы, в результате чего три традиционные партии формировали правительство большинства, сохранив тем самым «санитарный кордон». К этому времени Блок, тем не менее, стал самой популярной фламандской партией в Бельгии, заручившись поддержкой примерно четверти фламандского электората.

## Суд
В октябре 2000 года Центр за равные возможности и борьбу с расизмом вместе с голландско-язычной Лигой прав человека подали жалобу в Брюссельский уголовный суд, в которой они заявили, что три некоммерческих организации, связанные с Фламандским блоком (исследовательская организация Vlaamse Concentratie, образовательная организация Nationaal Vormingsinstituut и Nationalistische Omroepstichting) нарушили закон о борьбе с расизмом 1981 года. Среди доказательств фигурировали партийная повестка дня 1999 года и партийная платформа 1997 года. Оспариваемые отрывки включали те, в которых партия призывала к созданию отдельной системы образования для иностранных детей, введение специального налога для работодателей, нанимающих мигрантов-неевропейцев и ограничение пособий по безработице и пособий на детей мигрантов-неевропейцев.
«Сегодня наша партия была убита не электоратом, а судьями».
В июне 2001 года Брюссельский уголовный суд признал себя некомпетентным для рассмотрения этого дела, поскольку это связано с политическим проступком. В феврале 2003 года Апелляционный суд в Брюсселе принял аналогичное решение. Затем первоначальные истцы обжаловали их решения и дело было отправлено в Апелляционный суд Гента, который оставил в силе жалобу; некоммерческие организации, аффилированные с Фламандским блокос были оштрафованы, также было сочтено, что партия является организацией, которая санкционировала дискриминацию. Блок подал апелляцию, которая была отклонена, а 9 ноября 2004 года решение было поддержано Кассационным судом. Постановление означало, что партия потеряет доступ к государственному финансированию и телевидению, что фактически означало закрытие Фламандского блока.

### Реакция
В целом судебное разбирательство рассматривалось некоторыми как политическое испытание, инспирированное бельгийским истеблишментом. Федеральный парламент внёс существенные поправки в Конституцию, с тем чтобы создать юридические возможности для осуждения партии. Фламандский блок также указал на проблему политического назначения судей и вновь заявил, что иск был политическим процессом, согласованным с Министерством внутренних дел Бельгии.
Руководство Блока приняло решение распустить партию и начать заново под новым именем. Пять дней спустя, 14 ноября, Фламандский блок самораспустился и была создана новая партия, названная «Фламандский интерес». Другие предлагаемые названия включали Фламандскую народную партию и Фламандский фронт свободы. Новая партия изменила свою политическую программу, осторожно смягчив некоторые из наиболее экстремальных позиций Фламандского блока. Тем не менее руководство партии дало понять, что принципиально она останется прежней.
Профессор Ламин (KUL), бывший член фракции Блока и «советник» юридической команды партии, утверждал, что по соображениям пропаганды было решено проиграть дело; «Для партийных лидеров проигрыш был гораздо интереснее. Победа просто не была вариантом».

## Идеология
Основой идеологии и политической стратегии Фламандского блока после отказа от компромисса с Народным союзом по проблеме фламандской автономии, стали вопросы иммиграции и безопасности, борьба с коррупцией и защита традиционных ценностей. В то время как официально партия провозглашала своей главной целью прежде всего защиту фламандских интересов, её избиратели были в основном мотивированы недовольством растущей иммиграцией и истеблишментом.
Основой идеологии партии всегда был фламандский национализм, сформулированный в её программе как «на основе этнической общности, являющейся естественной организацией, чьи культурные, материальные, этические и интеллектуальные интересы необходимо сохранить». Хотя партия выступала за провозглашение независимого фламандского государства, по типу раскола Чехословакии, долгое время она также пропагандировала идею о слиянии с Нидерландами и создании единого государства голландскоговорящих. Однако с 1990-х годов популярность этой идеи упала, так как Нидерланды превратились в «терпимое, многокультурное и социал-демократическое государство» (хотя эта политическая ситуация в Нидерландах резко изменилась в 2000-х годах).
Иммиграция стала важной проблемой для Фламандского блока с конца 1980-х годов, когда иммигранты стали считаться угрозой фламандской этнической общине. В 1992 году партия предложила свой план решения вопроса иммиграции под названием «70 предложений для решения проблемы иностранцев», который включал меры, направленные на прекращение иммиграции, принудительное возвращение большинства иммигрантов в свои родные страны и юридическую дискриминацию в отношении проживающих мигрантов в таких сферах, как труд, жильё и образование. Оппоненты партии рассматривали её иммиграционную программу как расистскую, и поэтому позднее Блок смягчил свою официальную позицию в отношении иммиграции.
С проблемой иммиграции Фламандский блок также связывал вопросы преступности и безопасности, обвиняя турок и марокканцев в склонности к преступным действиям и продвигая идею нулевой терпимости к нарушителям правопорядка. С самого начала партия также была сильно антиисламской и в своей программе 1993 года рассматривала ислам как «доктрину, проповедующую джихад, убийства, насильственные преобразования, угнетение женщин, рабство и „истребление неверных“, автоматически приводя к тому, что мы теперь называем фундаментализмом». Будучи антимусульманской, партия изображала мусульман в качестве «пятой колонны» жестокой и экспансионистской религии, а после войны в Персидском заливе 1990 года призвала правительство ввести меры по предотвращению исламизации Бельгии.
Фламандский блок, по мнению политолога Каса Мудде, не имел склонности к антисемитизму — даже редкие его проявления внутри партии решительно осуждались её руководством. Когда в 2001 году сенатор и вице-президент Блока Роланд Рейс в телевизионном интервью поставил под сомнение масштаб Холокоста, руководство партии сразу же провело экстренное совещание, дистанцировалось от него и вынудило уйти в отставку. Партия также провела мероприятия среди своих кандидатов, чтобы выявить любые возможные экстремистские связи, предпочитая скорее рисковать тем, что не сможет заполнить свои списки, чем заполнять их экстремистами. Одной из причин дистанцирования от отрицателей Холокоста было желание лидеров Блока заручиться поддержкой евреев-избирателей в Антверпене.
Важной частью идеологии партии была борьба против истеблишмента, которая была особенно актуальной на фоне многочисленных политических скандалов 1990-х годах; включая коррупцию и скандалы с педофилией. К ним относятся коррупционный «Скандал Агуста» и дело Марка Дютру. Обычно подозреваемыми были политики из традиционных партий; особенно франкоязычных.
Партия не имела сильных экономических предпочтений, отдавая предпочтение смешанной экономике. Хотя Блок поддерживал приватизацию и снижение налогов для малого и среднего бизнеса, он также иногда поддерживал протекционизм и защищал государство всеобщего благосостояния, особенно для коренного фламандского населения.
Фламандский блок был единственной крупной бельгийской партией, которая выступала против членства Бельгии в Европейском союзе, а также против идеи федеративной Европы. Тем не менее он защищал идею конфедеративной Европы, основанной на суверенных культурно однородных национальных государствах. Блок также выступает за упразднение Организации Объединённых Наций, указывая на нелогичный состав Совета Безопасности и дефицит демократии. Партия также не верит в мировое сообщество или международную правовую систему, ставя под сомнение всю логику, стоящую за ООН. Она отвергает идею любого международного консенсуса относительно таких концепций как демократия, справедливость, свободы и права человека, тем более, что большинство стран-членов ООН являются незападными и недемократическими.

## Результаты выборов
Результаты выборов в Федеральный парламент, заметно отличаются от итогов выборов во Фламандский парламент и в голландско-говорящем избирательном округе в Европейский парламент, что даёт несколько неправильный образ поддержки партии, учитывая что Блок участвовал в выборах только во Фландрии.
| Год  | Голоса  | %      | Мандаты   |
| ---- | ------- | ------ | --------- |
| 1978 | 75 635  | 1,4 %  | 1 из 212  |
| 1981 | 66 424  | 1,8 %  | 1 из 212  |
| 1985 | 85 391  | 1,4 %  | 1 из 212  |
| 1987 | 116 534 | 1,9 %  | 2 из 212  |
| 1991 | 405 247 | 6,6 %  | 12 из 212 |
| 1995 | 475 677 | 7,8 %  | 11 из 150 |
| 1999 | 613 523 | 9,9 %  | 15 из 150 |
| 2003 | 761 407 | 11,6 % | 18 из 150 |

| Год  | Голоса  | %      | Мандаты  |
| ---- | ------- | ------ | -------- |
| 1978 | 80 809  | 1,5 %  | 0 из 106 |
| 1981 | 71 733  | 1,2 %  | 0 из 106 |
| 1985 | 90 120  | 1,5 %  | 0 из 106 |
| 1987 | 122 953 | 2,0 %  | 1 из 105 |
| 1991 | 414 481 | 6,8 %  | 5 из 70  |
| 1995 | 475 667 | 7,7 %  | 3 из 40  |
| 1999 | 583 208 | 9,4 %  | 4 из 40  |
| 2003 | 741 940 | 11,3 % | 5 из 40  |

| Год  | Голоса  | %      | Мандаты   |
| ---- | ------- | ------ | --------- |
| 1995 | 465 239 | 12,3 % | 15 из 124 |
| 1999 | 603 345 | 15,5 % | 20 из 124 |
| 2004 | 981 587 | 24,2 % | 32 из 124 |

| Год  | Голоса  | %               | Мандаты |
| ---- | ------- | --------------- | ------- |
| 1984 | 73 174  | 1,3 % (2,1 %)   | 0 из 24 |
| 1989 | 241 117 | 4,1 % (6,6 %)   | 1 из 24 |
| 1994 | 463 919 | 7,8 % (12,6 %)  | 2 из 25 |
| 1999 | 584 392 | 9,4 % (15,1 %)  | 2 из 25 |
| 2004 | 930 731 | 14,3 % (23,2 %) | 3 из 24 |

## Международные отношения
Фламандский блок поддерживал хорошие контакты с националистическими партиями по всей Европе и в других странах. В первую очередь, партия имела самые тесные контакты с нидерландскими и южноафриканскими крайне правыми группами, включая голландские Партию Центра'86, Демократов центра и «Форпост», а также южноафриканскую Партию Бурского государства. В середине 1980-х годов Блок также установил тесные отношения с французским Национальным фронтом, а также с Немецким народным союзом, Республиканцами и Национал-демократической партией Германии. В 1990-х годах он поддерживал небольшую нидерландскую партию Нидерландский блок,
которая во многом позаимствовала идеологию Фламандского блока.
Партия также была очень активной в установлении контактов с партиями в восточноевропейских странах, включая Хорватскую партию права, Словацкую национальную партию и ВМРО — Болгарское национальное движение. Не имея официальных контактов, Блок тем не менее был очень благоприятно настроен по отношению к левым националистическим партиям, таких как Шотландская национальная партия, ирландская Синн Фейн и баскская Эрри Батасуна. Также среди партий, с которыми Фламандский блок установил контакты, есть Австрийская партия свободы и итальянская Лига Севера.